# Fédération de Suède de baseball
La Fédération de Suède de baseball (Svenska Baseboll och Softboll Förbundet en suédois - SBSF) est l'instance régissant le baseball et le softball en Suède. Actuellement présidé par Mats Fransson, la SBSF fut fondée en 1956 et est membre de l'IBAF depuis 1976.
La SBSF gère notamment le championnat de Suède de baseball et l'équipe de Suède de baseball.